# Вольпино итальяно
Вольпино итальяно, или итальянский вольпино, или флорентийский шпиц, или дворцовая собака (итал. volpino italiano), — порода декоративных миниатюрных собак, выведенная в Италии, потомок европейского шпица. Имеет внешнее сходство с немецким шпицем, в особенности с померанским шпицем. В мире насчитывается всего несколько сотен особей.

## История породы
Предком вольпино итальяно, как и немецкого шпица, является европейский шпиц, существовавший в центральной части континента уже в Бронзовом веке, что подтверждается обнаруженными при раскопках древних стоянок человека фрагментами скелетов. Изображения известных с древности итальянских шпицев встречаются на этрусской керамике IX века до нашей эры. Маленький белый шпиц изображён на картине Витторе Карпаччо «Видение святого Августина» (1502). Разводились они в основном во Флоренции, этих собак можно было встретить как во дворцах знати, так и в домах простолюдинов, где их особенно ценили за бдительность.

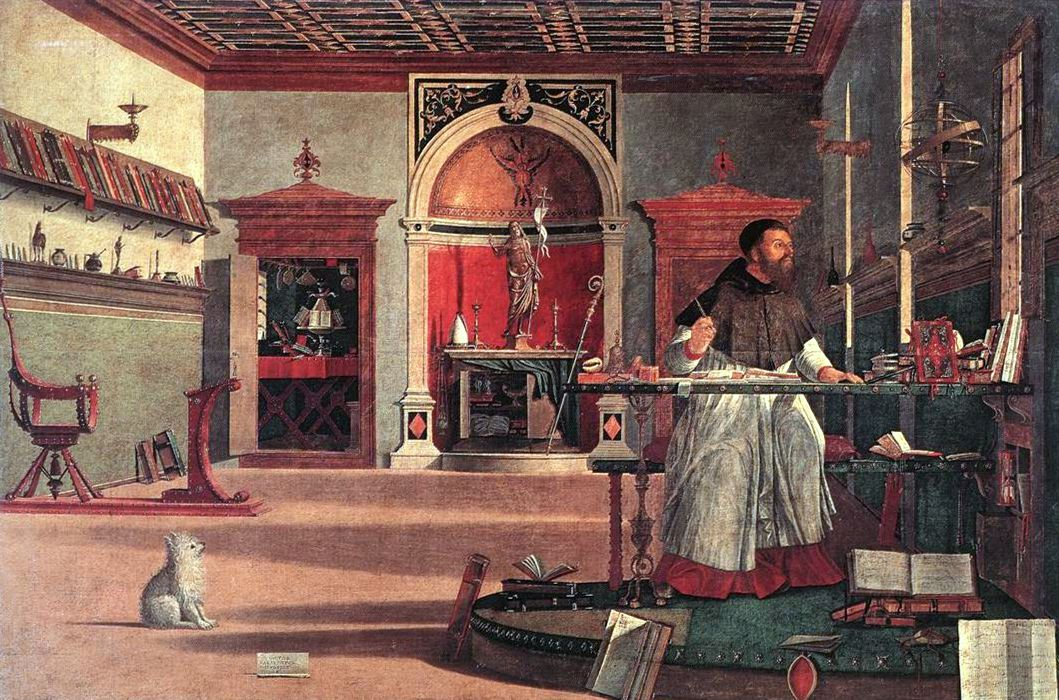
Витторе Карпаччо, «Видение святого Августина» (1502)

Название породы происходит от слова volpe, что в переводе с итальянского означает «лиса», а volpino — «лисичка». Она также известна как флорентийский шпиц и дворцовая собака.
В 1901 году вольпино итальяно были впервые внесены в племенную книгу, с этого момента началась официальная история породы. В 1913 году Г. Соларо из Турина разработал её первый стандарт.
В 1956 году порода была признана Международной кинологической федерацией и отнесена к группе шпицев и пород примитивного типа, секции европейских шпицев.
После 1965 года, когда было зарегистрировано пять последних вольпино, порода оказалась на грани исчезновения. В 1984 году специальная программа по сохранению национальных пород Италии, в рамках которой для селекции отбирались сохранившиеся у сельчан крепкие и здоровые собаки, позволила восстановить поголовье животных.
В 2006 году итальянский шпиц признан американским Объединённым клубом собаководства (UKC), по классификации которого причислен к группе северных пород.

## Внешний вид
Небольшого размера, компактный и гармонично сложенный шпиц с длинной приподнятой шерстью.
Голова клинообразной формы, длиной примерно 4/10 от высоты в холке. Срединная бороздка едва обозначена, затылочный бугор выражен незначительно. Лоб выпуклый, переход ото лба к морде достаточно заметный. Нос с хорошо открытыми ноздрями. Челюсти нормально развиты, хотя кажутся не очень сильными. Зубы белые, прикус ножницеобразный, но допустим и прямой. Глаза округлой формы, относительно крупные, с бдительным и оживлённым выражением. Уши стоячие, короткие, треугольные, высоко поставленные, расположены близко друг к другу.
Положение шеи вертикальное, соотношение её длины к длине головы — 1:1. Корпус квадратного формата, холка незначительно выделяется над линией верха. Грудная клетка объёмная, живот умеренно подтянут. Хвост свёрнут и закинут на спину. Лапы задних и передних конечностей овальной формы, с плотно собранными пальцами, когти и подушечки чёрного цвета.
Кожа плотно прилегает, не образуя складок. Шерсть плотная, очень длинная, с прямым грубым, всегда приподнятым волосом и густым подшёрстком, на шее формирует пышный воротник, и должна создавать впечатление, что корпус обёрнут муфтой. Волос на хвосте очень длинный, на задних поверхностях конечностей формируются очёсы. Окрас чисто белый (с глубиной оттенка ближе к молочному) или чисто рыжий (по интенсивности ближе к окрасу оленя). На хвосте и «штанах» шерсть более лёгких оттенков. Раньше довольно часто можно было встретить палевых, чёрных и соболиных вольпино.
Высота в холке кобелей — от 27 до 30 см, сук — от 25 до 28 см, вес — до 4 кг.

## Темперамент
По характеру очень смышлёная, жизнерадостная, весёлая и игривая собака, крепко привязывающаяся к своей семье и окружающей обстановке. С удовольствием принимает участие в играх детей. К незнакомцам относится с подозрением. Используется в качестве собаки-компаньона и сторожевой собаки, готовой в любой момент заливистым лаем предупредить о приближающейся опасности.

## Здоровье, содержание и уход
Вольпино итальяно является достаточно здоровой, по сравнению с многими другими породами, собакой, однако существуют некоторые генетические заболевания, которые необходимо учитывать при покупке щенка — первичная или наследственная люксация (смещение) хрусталика глаза, вывих коленной чашечки, болезнь Аддисона и крипторхизм.
Представители этой породы без проблем адаптируются к жизни в квартире. Будучи непоседливыми и своенравными, в воспитании требуют настойчивости и терпения. Уход сводится к регулярной чистке щёткой, при этом часто мыть собаку не рекомендуется.